# Vassili Lebedev-Koumatch
Pour les articles homonymes, voir Lebedev.
Œuvres principales
Sviachtchennaïa Voïna
Vassili Ivanovitch Lebedev-Koumatch (en russe : Васи́лий Ива́нович Ле́бедев-Кума́ч), né Vassili Lebedev le 5 août 1898 à Moscou et mort le 20 février 1949 dans la même ville, est un poète et parolier russe et soviétique. Membre du Parti communiste de l'Union soviétique depuis 1939.

## Biographie
Fils du cordonnier Ivan Lebedev, Vassili suit sa scolarité au gymnasium no 10 de Moscou, grâce à la bourse instaurée par l'historien et mécène Pavel Vinogradov. Élève brillant, il finit l'école avec une médaille d'or, puis, s'inscrit à la faculté d'histoire et philosophie de l'Université d'État de Moscou. Ses études sont interrompues par la révolution d’Octobre et la guerre civile russe.
Il commence à travailler au bureau d'édition du Revvoensoviet (ru) et dans le journal de l'Agence télégraphique russe. Il collabore ensuite avec les périodiques Bednota (« Беднота »), Goudok (« Гудок »), Krestianskaya gazeta (« Крестьянская газета »), Krosnoarmeïets (« Красноармеец »). En 1922-1934, il intègre la rédaction du journal satirique Krokodil. À cette époque, il choisit son nom de plume, en ajoutant à son nom de famille le mot Koumatch, qui signifie littéralement « étoffe pourpre » et par extension est le synonyme du drapeau de l'URSS. En 1938, il est élu député du Soviet suprême de l'Union soviétique.
Pendant la Seconde Guerre mondiale, Lebedev devient commissaire politique dans les forces navales et fait partie de la rédaction du journal Krasny flot («Красный флот», La Flotte rouge). Le 30 juillet 1941, il reverse la totalité de son prix Staline à la Fondation de la Défense soviétique (Фонд обороны). À la fin de sa carrière militaire, on lui confère le grade de capitaine de vaisseau.
Mort à Moscou, Lebedev-Koumatch repose au cimetière de Novodievitchi.
L'astéroïde de la ceinture principale (5076) Lebedev-Kumach, découvert le 26 septembre 1973 par Lioudmila Tchernykh est nommé en son honneur.

## Distinctions
- ordre du Drapeau rouge du Travail (1937)
- ordre de l'Insigne d'Honneur (1938)
- ordre de l'Étoile rouge (1940)
- Prix Staline (1941)
- médaille pour la Défense de Moscou

## Œuvres
Ses poèmes paraissent dans la presse dès 1916. Entre 1934 et 1937, Vassili Lebedev-Koumatch écrit plus d'une centaine de chansons, dont plusieurs sont intégrées dans la musique de films. Il est notamment l'auteur des paroles des chansons de la première comédie musicale soviétique Joyeux Garçons mis en musique par Isaac Dounaïevski (1934). Parmi ses chansons les plus connues on peut citer :
- Sviachtchennaïa Voïna (Священная война) ou « Guerre sacrée » : chant écrit au lendemain de l'invasion de l'Union soviétique par l'Allemagne nazie et mis en musique par Alexandre Alexandrov
- Pesnia o Rodine (Песня о Родине) : « Le chant de la Patrie »
- Kak mnogo devouchek khorochikh (Как много девушек хороших) : « De si belles filles! » ; immortalisée par la suite en tant que chanson de tango argentin Serdtse (Сердце, « Cœur ») par Piotr Lechtchenko.